# Oskrba kronične rane na domu

### Kronična rana
Dolgotrajna rana, ki se ne zaceli se imenuje kronična rana.
Običajno se pojavi na nogi, lahko pa tudi na drugih delih telesa. Traja lahko tedne, mesece, celo leta. Navadno bolnik rano najprej zdravi sam, nato poišče pomoč pri izbranemu zdravniku. Sledijo dnevne ali večkrat tedenske obveze rane, ki lahko potekajo v ambulanti izbranega zdravnika ali rano oskrbuje medicinska sestra v patronažnem varstvu.  Če tudi tedaj ni izboljšanja, je potrebna nadaljnja obravnava pacienta pri zdravniku specialistu ali v bolnišnici [1].
Kronične rane nastanejo na delih telesa, kjer pride do motnje v prekrvavitvi. Motnje povzročajo venozne, arterijske ali presnovne poškodbe žilja. Do poškodbe žilja lahko pride tudi zaradi pritiska, sevanja ali tumorje ter zbadanja v žilo pri odvisnosti.
Na celjenje rane vplivajo notranji in zunanji dejavniki. Notranji dejavniki so razna spremljajoča obolenja, še posebej sladkorna bolezen, bolečina, bolnikovo imunsko stanje, bolnikova prehranjenost in starost ter odvisnost. Na celjenje rane vplivajo tudi zunanji dejavniki, kot so okužba, ponavljajoče se poškodbe, prisotnost odmrlega tkiva, izsušitev rane, temperatura okolja v rani in neprimerna uporaba oblog [1].
Kadar se travmatske, kirurške ali druge rane ne zacelijo v 6–8 tednih, govorimo o kroničnih ranah. Posamezne faze celjenja so podaljšane, se med seboj prepletajo in se ne zaključijo. Dejavniki, ki zavirajo celjenje, so lahko eksogeni, npr. tujki ali okužba, ali endogeni, npr. neka sistemska bolezen, vplivajo lahko na katerokoli stopnjo procesa. Med kronične rane prištevamo tudi tiste, ki nastanejo spontano brez večje poškodbe, največkrat zaradi kronične sistemske bolezni. Najpogosteje se takšne rane pojavljajo v sklopu sladkorne bolezni, periferne arterijske okluzivne bolezni, kroničnega venskega popuščanja in zaradi lokalnega pritiska. Njihovo celjenje je zavrto, zdravljenje pa izredno težavno [2].
Ključni dejavniki tveganja za nastanek kroničnih ran so najpogostejše kronične bolezni razvitega sveta, kot so periferna arterijska okluzivna bolezen, ki je posledica napredujoče ateroskleroze, sladkorna bolezen in onkološka obolenja. Zdravljenje teh ran zahteva poleg ustrezne kirurške obravnave tudi zdravljenje osnovne bolezni. Kronične rane predstavljajo velik zdravstveni problem v razvitem svetu tudi v ekonomskem pogledu [2].
Kronične rane razvrščamo po vzroku glede na :
·        Spremembe na ožilju: Arterijske razjede (venske ulkuse, limfatične ulkuse),
·        Nevropatske sprememba: diabetične rane, rane zaradi pritiska, opekline, tumorske rane in tudi rane zaradi neprestanega travmatiziranja tkiv [1].

### Vrste kroničnih ran
Poznamo več vrst kroničnih ran, ki so lahko locirane kjerkoli po telesu. Tako nam lahko včasih že sama lokacija rane pove način na katerega je nastala [3].
Glede na etiologijo nastanka ran jih ločimo na:
Poškodba zaradi pritiska (PZP)– je lokalizirana poškodba kože oz. spodaj ležečega tkiva. Na mestu poškodbe se pojavi rdečina ali povrhnja poškodba kože, lahko pa pride do nastanka globokih razjed, ki segajo vse do mišic, kosti in sklepov [4].
nastanek teh ran je povezan z neprekinjenim stikom kože na mestih kjer so prisotne izbokline na kosteh ter neko podlago. Posledica dolgotrajnega pritiska je tako nastanek ishemije in rane. Za PZP so najbolj ogroženi bolniki, ki so nepokretni in ne morejo sami spreminjati položajev. Kot preventivo pred tovrstnimi ranami pa so najbolj uspešne redno menjavanje bolnikovega položaja, uporaba antidekubitusnih blazin, ter ščitenje bolnikove kože pred vlago [3].
Delimo jih na več stopnje po EPUAP (european pressure ulcer advisory panel) klasifikaciji:
·        stopnja: Lokalno nedotaknjena koža, rdečina, ki ob pritisku ne pobledi, običajno na koščenih delih. Težje diagnosticirati pri ljudeh s temnejšo kožo!
·        II. stopnja: Delna izguba tkiva do globine dermisa, plitka, odprta razjeda z rdečim do vijoličastim dnom, brez ﬁbrinskih oblog. Lahko kot zaprt/počen mehur, napolnjen s sebumom.
·        III. stopnja: Izguba tkiva v globino. Kosti, mišice in tetive niso izpostavljene. Včasih prisotne ﬁbrinske obloge, lahko podminirani robovi. Globina odvisna od mesta PZP. Nosni koren, ušesa ali golen – plitve razjede.
·        IV. stopnja: Popolna izguba tkiva v globino. Sega do kosti, mišic ali tetiv, ki so vidne, jih otipamo. Izloček, ﬁbrinske obloge, nekroze na dnu rane. Podminirani ali privzdignjeni robovi. Globina – glede na predel na telesu.
Nedoločljivo: Popolna izguba tkiva, kjer je globina rane popolnoma zapolnjena z oblogami (rumene, sive, zelene ali rjave barve), in/ali nekroza (rjava ali črna) na dnu rane [5].
Venska golenja razjeda – nastane zaradi propada tkiva, ki je posledica kronične venske insuficience v venah spodnjih udov, v neposredni povezavi s kroničnim vnetjem in hipoksijo tkiva [3]. Tipično se pojavi v spodnjem delu noge pod kolenom in je običajno plitva in nepravilno oblikovana rana. Robovi rane so nazobčani, njena okolica je topla. Pogosto je prisoten eritem, pacient pa ima ob tem težke, utrujene noge ter krče in pekoče bolečine [4].
Diabetično stopalo – je okužba, razjeda ali uničenje globokih tkiv ob periferni bolezni spodnjih okončin. Za nastanek diabetičnega stopala sta največkrat kriva okvara živčevja in okvara ožilja. Nevropatija se kaže z izgubo ali oslabljenostjo občutka in posledično izgubo zaščitne občutljivosti. Pri pacientih zato obstaja ogroženost za poškodbe, ker jih posledično ne čutijo in jim ne posvečajo pozornosti, dokler ne postanejo že velike rane. Okvara ožilja pa se kaže kot motnje v arterijski prekrvavitvi. Zato se razjede in poškodbe, ki nastanejo zaradi nevropatije ne celijo tako kot bi se morale in se širijo v ostala zdrava tkiva [4].
Maligna kožna rana – nastane kot posledica napredovalega raka na koži ali v podkožju. Rakave celice skozi kožo in podkožje preraste krvne žile kar povzroči slabšo prekrvavljenost tumorja, ki propade in na njegovem mestu nastane razjeda. Tkivo tumorja je izredno ranljivo z obilnim izločkom in hitro zakrvavi. Rana ima obliko kraterja z dvignjenimi robovi, ali pa se nad površino kože razraščajo v obliki gobe ali cvetače. Imajo hitro rast in jih spremlja večja količina izločka, bolečina, neprijeten vonj in krvavitev [4].

### Celjenje
Proces celjenja je v osnovi razdeljen na 4 osnovne faze fiziološkega celjenja ran.
1.    Hemostatska faza: ob poškodbi pride do združevanja trombocitov in koagulantnih faktorjev, ki s fibrinom tvorijo krvni strdek.
2.    Destruktivna faza (vnetje): imunski odziv in  inaktiviranje okužbe, makrofagi čistijo rano in odstranijo odmrlo tkivo in patogene ostanke. Ustvarijo se pogoji za proliferativno obdobje (proliferacija=bujno se razmnoževati).
3.    Proliferativna faza: prisotni fibroblasti, tvori in razgrajuje se kolagen, pospešeno nastaja granulacijsko tkivo in brazgotina.
4.    Zorenje oz. preureditev: ponovna epitelizacija, zorenje brazgotinskega tkiva [6].
Pri kroničnih oz.  kompleksnih ranah zaznamo podaljšano ali prekinjeno katerokoli fazo celjenja, najpogosteje se le-to zaustavi v fazi vnetja. Skupno se rana ne zaceli v 6-8 tednih. Prav tako se tkivo nikoli v celoti ne povrne v prvotno stanje (v najboljšem primeru dosežejo do 70% le-tega). Strokovnjaki ugotavljajo, da prekomerna infiltracija nevtrofilcev destruktivni dobi v reakciji s kisikom povzroči poškodbo celic [7].
Vzroke za odloženo celjenje ran lahko iščemo tudi v starosti bolnika (starost povzroči adhezijo-zlepljenje makrofagov), pridruženim boleznim, ki povzročijo hipoksijo (pomankanje kisika v tkivu), ishemijo tkiva (pomankanje oskrbe s krvjo) ter bakterijski kolonizaciji [8].
Ukrepi zdravljenja morajo biti tako optimalno prilagojeni stanju rane. Glede na potek faz so strokovnjaki pod kratico TIME predstavili smernice za sistematično zdravljenje ran, ki obsegajo 4 komponente:
•           T – oskrba tkiva
•           I – nadzor vnetja in okužb
•           M – uravnavanje vlage
•           E – spodbujanje re-epitelizacije [8].
Oskrba tkiva in spodbujanje re-epitelizavije
T.i. »debriment« pomeni oskrbi in priprava dna rane na ponovno epitelizacijo. Odstranimo mrtvino. Največ zaznamo uporabe mehanskega, postopek se hitro izvede, odvisno od posameznega primera pa je pojav bolečine. Encimski debriment je preprost in manj boleč, lahko pa izzove alergijsko reakcijo ali vnetje. Poznamo tudi absorbcijski in biološki debriment (črvi) [9].
Nadzor vnetja in okužb
Vsaka rana ima kolonizirana s svojo mikrofloro, ki večini primerov ne predstavlja grožnje za infekcijo. Predvsem pomembno je, da dno rane dobro očistimo in pripravimo na celjenje. Nadalje je pomembno predvsem poznavanje sodobnih oblog in njihovih lastnosti [9].
Uravnavanje vlage
Že leta 1963 je bilo dokazano, da vlažno okolje spodbuja celjenje ran v različnih fazah. Spodbujala naj bi epitelizacijo, nastanek kolagenskih vlaken ter rehidracijo tkiva. Prisotna je tudi zmanjšana jakost bolečine. Vlažimo jo s pravilno oskrbo ter sodobnimi pristopi in oblogami [9].

### Sodobne obloge
Sodobne obloge za nego rane so materiali, ki kronični rani zagotavljajo optimalne pogoje za zdravljenje in obenem omogočajo bolniku višjo kakovost oskrbe. Sodobne obloge podpirajo naravne procese celjenja, se ne sprijemajo z rano, vzdržujejo vlažno okolje rane in primerno temperaturo rane, na rani ne puščajo ostankov, ne povzročajo bolečin in poškodb novo nastalega tkiva pri prevezi, ne poškodujejo okolice kože. Izbira se ustrezno vpojne glede na izločanje rane, so polprepustne, tako da prepuščajo pline in omogočajo dihanje rane, vendar ne prepuščajo tekočin, izločkov in bakterij [10].
Celjenje ran je dinamičen in fiziološko izrazito zapleten proces. Izbira obloge je odvisna predvsem od lastnosti in stanja rane, kar v praksi, namesto zdravnika, pogosto oceni medicinska sestra in sama odloči o ustrezni terapiji. Primerno oblogo izberemo glede na: obliko in velikost rane, globino rane, izgled rane in količino izločka. Potrebno je temeljito razumevanje in poznavanje indikacij in tudi načina uporabe oblog. Pomanjkanje razumevanja medsebojnega vpliva oblog in narave celjenja razjed lahko privede do podaljšanja časa celjenja in s tem do razvrednotenja učinka sicer učinkovitih oblog. Sodobne obloge predstavljajo nadomestek manjkajočega tkiva. Namen njihove uporabe je v pripravi ležišča rane za pospešeno optimalno celjenje, ki zajema odstranitev nekroz, zmanjšanje vnetja in obremenitve rane z bakterijami [11].
Medicinska sestre so naklonjene uporabi sodobnih oblog pri oskrbi kronične rane, saj v vlogi zagovornice pacientovih pravic skrbijo, da je pacient deležen maksimalnega možnega nivoja zdravstvene oskrbe. Težave pa se pojavijo pri dostopnosti sodobnih oblog za rane za vse paciente na vseh nivojih zdravstvenega varstva, saj pacientom v domačem okolju sodobne obloge še vedno niso povsod zagotovljene, zato jih kupujejo sami, kar mnogim predstavlja veliko finančno breme [12].
Poznamo več vrst sodobnih oblog, ki jih delimo na primarne in sekundarne. Primarne obloge pridejo v neposredni stik z rano ali razjedo, sekundarne obloge pa so nameščene preko primarnih oblog.
Poliuretanske obloge so filmi, pene in membrane iz poliuretanov. Te obloge so tanke, mehke in prozorne, so visoko vpojne, prepustne za pline ter neprepustne za bakterije in vodo. Poznamo lepljive ali nelepljive, uporabljamo pa jih lahko kot primarne ali sekundarne obloge. Primerne so za vlažno oskrbo površinskih ali po operativnih ran, za rane brez ali s šibkim izločanjem ter za zaščito ogrožene kože [11].
Hidrokoloidi  so obloge, paste in posipi iz makromolekul, ki tvorijo nitast matriks. So vpojne in primerne tako za primarno kot tudi sekundarno oblogo. Uporabljamo jih pri ranah s šibkim ali zmernim izločanjem v vseh fazah celjenja, za zaščito ogrožene kože, za kronične rane z večjo količino izločka ter za kontaminirane rane [11].
Hidrokapilarne obloge vsebujejo zrnca sposobna visokega vpijanja, a ohranjanja oblike. So polprepustne, zelo visoko vpojne pri čemer pa ne pride do razširjenja preko robov rane. Preprečujejo maceracijo. Primerne so za akutne in kronične rane s šibkim do močnim izločanjem v vseh fazah celjenja [11].
Hidrogeli iz polimernih tvorilcev in z izredno visoko vsebnostjo vode, vzdržujejo optimalno vlažnost, umirjajo površino rane in zmanjšujejo občutek bolečine, nudijo olajšanje. Primerni so za suhe rane, za hidriranje, mehčanje in odstranjevanje odmrlega tkiva ter za pospeševanje granulacije pri vseh tipih kroničnih ran [11].
Alginati tvorijo gel, so mehki in prilagodljivi, visoko vpojni, omogočajo čiščenje rane, uporabljajo pa se kot primarne obloge. Primerni so za večje površinske rane, za kronične rane z zmernim do močnim izločanjem, za okužene rane in za rane s kapilarno krvavitvijo [11].
Nelepljive kontaktne mrežice so poliamidne mrežice ali mrežice z nevtralnimi mazili.  Imajo porozno strukturo iz tkanih materialov, se dobro prilagajajo, so popolnoma prepustne, z rano se ne sprimejo, uporabljajo pa se kot primarne obloge. Primerne so za zaščito dna rane in granulacijskega tkiva [11].
Obloge z dodatki (protimikrobnih učinkovin, analgetikov, rastnih dejavnikov idr.) Njihove lastnosti so odvisne od dodatka primerne pa so za različne tipe kontaminiranih ran, ki zahtevajo posebno obravnavo [11].
Obloge z mehkim silikonom so primarne ali sekundarne obloge, ki imajo stično površino prevlečeno s perforirano mehko silikonsko plastjo. Z rano se ne sprimejo, jo omejijo, s čimer preprečijo maceracijo okolne kože. Silikonska plast prepreči poškodbe povrhnjice pri menjavi oblog. Uporabljamo jih za različne rane z zmernim do močnim izločanjem [12].
Kolageni so vpojne primarne obloge s porozno strukturo iz naravnega, neprepletenega, čistega kolagena. Zaradi porozne strukture vpijajo izločke iz rane, vzpodbujajo granulacijo in privedejo do zgodnejše zacelitve. Uporabljamo jih za oskrbo ran v vseh fazah celjenja, posebej pri počasnem celjenju [12].
Resorbtivne terapevtske obloge so primarne aktivne terapevtske obloge iz oksidirane regenerirane celuloze in kolagena. Uporabljamo jih za oskrbo vseh kroničnih in akutnih ran, ki se težko celijo, ter krvavečih ran [12].
Nanovlakna so drobna trdna vlakna, izdelana iz različnih polimerov. Medtem ko je njihov premer nanometrske velikosti, je dolžina nanovlaken teoretično neomejena. Zato mrežo nanovlaken vidimo s prostim očesom, in sicer kot rahlo obarvano opno. Bistvena lastnost nanovlaken in njihova izrazita prednost v primerjavi s klasičnimi oblogami je njihova edinstvena sposobnost posnemanja osnovnih gradnikov naravnega ECM (embrionalne matične celice), tako po obliki in velikosti kakor tudi mehanskih lastnostih in to na do sedaj poznan najbolj naraven način.  Nanovlakna izkazujejo na področju sodobnega celjenja ran izreden potencial [13].

### Patronažna zdravstvena negapri pacientu s kronično rano

#### Naloge patronažne medicinske sestre
Ker je obravnava pacienta s kroničnimi boleznimi zelo kompleksna in raznolika, je pomembno povezovanje, vseh služb, ki se srečujejo ob pacientu, torej je pomemben interdisciplinarni timski pristop. Vključuje se tudi veliko št. strokovnjakov s področij dela. Vse te ljudi oz. skupine pa mora nekdo koordinirati, ker je patronažna medicinska sestra dobra poznavalka pacienta in razmer v katerih živi je prav ona tista, ki je tudi koordinator obravnave pacienta s kronično boleznijo v domačem okolju. Obveščati mora izbranega osebnega zdravnika, koordinirati po telefonu, dokumentirati in zapisovati, načrtovati ponovne obiske in pričakovati ter spremljati povratne informacije [14].
Strokovno se mora pripraviti na terensko delo (družinska dokumentacija, pisna zdravstveno vzgojna navodila, pripomočki za izvajanje zdravstvene nege), pripraviti pa mora tudi pisno obvestilo patronažne službe, v primeru odsotnosti posameznika [14].
Patronažni obisk pri osebi s kroničnim obolenjem je obsežen in porabi kar nekaj časa, intervencije, ki jih izvaja so naslednje:
·        poučevanje pacienta ali svojcev o bolezni in postopkih za uspešno zdravljene, rehabilitacijo,
·        kontrola zdravstvenega stanja,
·        spremljanje vitalnih funkcij,
·        kontinuirana obravnava po ustaljenih poteh komunikacije,
·        psihična podpora pacientu in družini,
·        poučevanje in motiviranje pacienta ter njegove družine za preprečevanje zapletov ter kako ukrepati, če se le ti pojavijo,
·        preverjanje poznavanja in razumevanja uporabe predpisane terapije, drugih zdravil, dodatkov, pravilnega režima prehrane v primeru specifičnega zdravljenja in prehranjenosti ter uživanja zdrave uravnotežene prehrane,
·        ocena bolečine,
·        skrb za varnost,
·        ocena ožjega in širšega bivalnega okolja, ekonomskih in socialnih razmer, družbene vloge in podpore v družini in s pomembnimi drugimi,
·        sodelovanje z ambulanto družinske medicine in referenčno ambulanto,
·        usmerjanje pacienta v Zdravstveno vzgojne centre (podpora pri spreminjanju življenjskih navad),
·        informiranje o drugih službah za pomoč,
·        zdravstveno vzgojno delo glede na potrebe pacienta,
·        telefonski pogovor s pacientom, družino in pomembnimi drugimi [15].

#### Cilji patronažnezdravstvene nege
Diplomirane medicinske sestre v patronažnem varstvu ob obisku načrtuje zdravstveno nego skupaj s pacientom. Skupaj zastavita kratkoročne in dolgoročne cilje. Pacient s kroničnim obolenjem mora najti smisel življenja kljub trajni oviranosti, prilagoditi se mora spremembam v vsakdanjem življenju in na novo oblikovati samopodobo [16].
Cilji:
·        poskrbeti za duševno, fizično, duhovno ter socialno zdravje in dobro počutje,
·        zdrav način življenja,
·        spodbujanje samooskrbe,
·        ohranjanje in izboljšanje zdravja,
·        skrb za zdravo okolje,
·        zniževanje obolevnosti,
·        preprečiti in zmanjšati posledice bolezni ter dejavnikov tveganja,
·        prepoznati pacientove potrebe v obdobju zdravja in bolezni ter umiranja
·        odkrivanje rizičnih dejavnikov, ki vplivajo na psihično in duševno počutje,
·        zmanjševanje posledic bolezni na zdravje pacienta in pravočasno preprečevanje zapletov,
·        svetovanje in nadzor nad jemanjem predpisane terapije ter nadzor in spremljanje izvajanje navodil za zdravstveno nego,
·        opredelitev ovire, ki preprečujejo uspešnost izvajanja sprememb, ki vplivajo na psiho-socio-duševno zdravje [15].
Patronažna medicinska sestra (PMS) opravlja zdravstveno nego rane pod drugačnimi pogoji, kakor v zdravstvenih ustanovah. Pacient je delno odvisen od samooskrbe, od pomoči svojcev in od oskrbe patronažne službe, ki je organizirana v sklopu zdravstvenega doma. PMS je nosilka patronažne dejavnosti, ugotavlja potrebe po zdravstveni negi, načrtuje intervencije zdravstvene nege, izvaja načrtovane intervencije in vrednoti dosežene cilje [16].
PMS prihaja k ljudem, v njegovo okolje od rojstva pa do smrti, je njihov gost, biti mora obzirna in strokovna, biti mora dober opazovalec, znati se mora prilagajati na vse dane situacije, predvsem pa mora biti oseba, ki dobro razume stisko ljudi, ki jo potrebujejo, pa čeprav tega včasih ne kažejo. Za pacienta je zelo pomembna samooskrba, kar pa predstavlja glavni cilj PMS, ohraniti sposobnosti, ki jih še pacient zmore in povrniti aktivnosti, ki jih je izgubil [17].
Pri zdravstveni obravnavi pacienta, ki ima kronično rano, v patronaži zdravstvene nege, največkrat delujejo po modelu Oremove, katere teorija temelji na lastni odgovornosti za zdravje, samooskrbe in model teorije Hendersenove, ki temelji na zagotavljanju osnovnih človekovih potreb. Zato je naša naloga aktivno vključevanje pacienta ter njegove družine. Pri obravnavi kronične rane se vloga PMS spreminja na podlagi ugotovljenih potreb in obliki zdravstvene nege, ki jo zmore pacient sam in njegova družina. Dejavniki, ki vplivajo na zmožnost samooskrbe so: spol, starost, zdravstveno stanje, družinske razmere,  življenjske navade, sociokulturni dejavniki, dejavniki zdravstvenega sistema, dejavniki okolja in razpoložljivi resursi [15].

#### Aktivnosti patronažne zdravstvene nege pri oskrbi kronične rane
Pri patronažnih obiskih so mnogokrat prve MS soočene z morebitno zdravstveno ali socialno problematiko, kjer presodijo ali so intervencije potrebne in če so, kakšne. Zaradi pogoste fizične oddaljenosti drugih članov zdravstvenega tima (zdravnik, socialni delavec, fizioterapevt in ostali), patronažna MS samostojno sprejema odločitve o zdravstveni oskrbi na pacientovem domu. Patronažna MS je pri opravljanju zdravstvene nege avtonomna z omejitvami v okviru svojih kompetenc [18].
PMS obišče pacienta na podlagi delovnega naloga. Seznani se s pacientom in ožjimi svojci, če je le to možno. Pri pacientu se seznanimo z njegovo zdravstveno in negovalno dokumentacijo. Predstavimo mu delo, ki ga bomo pri njem opravili. Če bomo opravljali delo, ki ga bi lahko osvojil tudi sam, ga počasi vključujemo v delo. Drugače poskušamo vključiti njihove svojce. Učimo jih tako dolgo, da postanejo popolnoma samostojni in sigurni [16].
Neizogiben del življenja je prisotnost ran, da pa smo pri njeni oskrbi uspešni potrebujemo veliko izkušenj, strokovnega znanja, timskega dela ter poznavanje materialov in pripomočkov. Oskrba rane se je skozi čas zelo spremenila, tradicionalne oskrbe ran z bombažno gazo in fiziološko raztopino skoraj ne poznamo, nadomestile so jih sodobne obloge [16].
Pri obiskih pacientov na domu pogosto najdemo rane, ji so jih negovali sami, rane so zanemarjene, obložene, polne mrtvin in pogosto vnete. Na kakšen način bomo oskrbeli rano je odvisno od naših zmožnosti, vsekakor pa delujemo v smeri, da pri prevezi ne povzročimo dodatnih poškodb tkiva in bolečine. S primerno izbranimi sodobnimi oblogami zmanjšamo število obiskov PMS in možnosti vdora bakterij in umazanije [16].
MS v patronažnem varstvu rano na terenu oskrbi v smislu sterilnega pokrivanja rane, preprečevanje okužbe in zaustavitev krvavitve. S kompresijsko obvezo zaustavi krvavitev na glavi, trupu ali okončinah. Za spiranje rane uporablja tekočo vodo ali fiziološko raztopino. Za čiščenje gnojnih ran pa uporabljamo vodikov peroksid.  Pri krvavitvah je potrebno oceniti izgubo krvi in stanje pacienta. Zunanjo krvavitev ustavi z direktnim pritiskom na rano ali s pritiskom na arterijo ob kost, s tem zmanjšamo iztekanje krvi. Notranje krvavitve so povezane z veliko izgubo krvi, kar hitro pelje v hemoragični šok [18].
Pri oskrbi pa se moramo osredotočiti na okolico, da preprečimo dermatitise in maceracij. Pri zaščiti okolice ran so nam v pomoč cinkove paste, primerno je tudi olivno olje. V akutni fazi pa terapijo predpiše zdravnik [16].

#### Dokumentiranje o oskrbi rane v domačem okolju
Dokumentiranje je zelo pomemben del aktivnosti medicinske sestre, saj je na ta način izboljšano sporazumevanje med člani tima, kar vpliva na celovito obravnavo poteka bolezenskega stanja, služi tudi pri statističnih podatkih ter za obračun storitev izvedenih intervencij. Dokumentiranje od patronažne medicinske sestre zahteva objektivnost, natančnost, strokovnost in čitljivost. Potrebno je da dokumentacijo urejamo sprotno, informacije morajo biti zapisane v kronološkem zaporedju.
Podatki, ki jih dokumentiramo pri kronični rani:
·        podatki o bolniku,
·        vrsta kronične rane,
·        kdaj je nastala kronična rana,
·        mesto, kjer je nastala,
·        dejavniki zaviranja celjenja,
·        datum izvedbe intervencije,
·        izgled rane: velikost, globina, stopnja rane,
·        prisotnost bolečine, vnetja, otekline, ekcema, vonj rane,
·        opis izločka,
·        stanje robov rane in okolne kože,
·        če je odvzet bris rane,
·        medikamentozna terapija, ki jo prejama,
·        način čiščenja rane,
·        uporabljen material [3].